# 山内パーキングエリア
山内パーキングエリア（さんないパーキングエリア）は、秋田県横手市にある秋田自動車道のパーキングエリアである。

## 道路
- E46 秋田自動車道

## 施設

### 上り線（北上方面）
- 駐車場
  - 小型 10台
  - 大型  9台
- トイレ
  - 男性 大2（和式1・洋式1）・小5
  - 女性 7（和式0・洋式7）
    - 同伴の男児用 1

  - 車椅子用 1
- 自動販売機

### 下り線（秋田方面）
- 駐車場
  - 小型 10台
  - 大型  9台
- トイレ
  - 男性 大2（和式1・洋式1）・小5
  - 女性 7（和式0・洋式7）
    - 同伴の男児用 1

  - 車椅子用 1
- 自動販売機

## 隣
E46 秋田自動車道
錦秋湖SA - (2)湯田IC - 山内PA - 山内BS - (3)横手IC